# Cosuenda
Cosuenda est une commune d’Espagne, dans la province de Saragosse, communauté autonome d'Aragon comarque de Campo de Cariñena. Cette commune fait partie de l'AOC de Cariñena.